# Cotrim

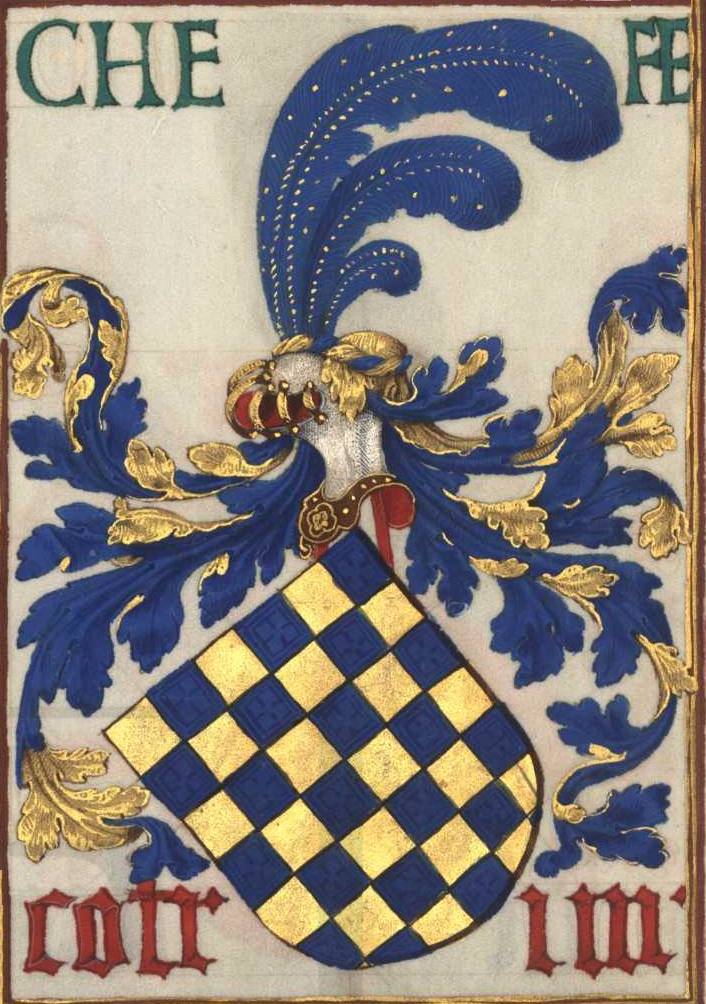
Brasão da Família Cotrim, Livro da Nobreza e Perfeição das Armas, António Godinho, ca. 1541.

Na onomástica antroponímica, Cotrim é um apelido (português europeu) ou sobrenome (português brasileiro) português. Em Portugal a notícia mais antiga desta família remonta ao século XIV na pessoa de Martim Cotrim, de Évora em 1383, conforme refere Fernão Lopes.

## Histórico
Registrado em Portugal desde o reinado de D. João I, é percebido como sobrenome de vários servidores da coroa portuguesa. Supostamente seria de origem inglesa, o que ainda carece de fontes que suportem tal origem. 
Em Portugal, no município de Ferreira do Zêzere, na freguesia de Paio Mendes está localizado, no Souto de Ereira o mais antigo solar desta família. Ali morou o fidalgo Lopo Martins Canas Cotrim, de quem descendem várias das famílias com este apelido que hoje existem por todo o mundo, com especial incidência nos países de língua portuguesa.
No Brasil há várias ramificações da família Cotrim, originadas de diversas migrações de membros da mesma. Uma destas, que deixou numerosa descendência, tem origem com a vinda de um português, chamado Antonio Xavier de Carvalho Cotrim, em 1735, de Lisboa para a Bahia.
Ainda há a ramificação da poderosa família Cutrim no Maranhão, considerada uma das mais influentes do estado.[carece de fontes?]
A cidade de Ilhabela no interior de São Paulo (estado) foi fundada por um Cotrim em 1805.[carece de fontes?]
O município de Mogi Mirim no estado de São Paulo (estado)  teve um Cotrim como um de seus fundadores.[carece de fontes?]

## Armas
Esta família tem por armas de Brasão: Xadrezado de ouro e azul, de seis peças em faixa e sete em pala. Timbre: três plumões de azul chapeados de ouro, reunidos em ponta.

## Moeda Cotrim
Cotrim (moeda) O Cotrim foi uma moeda portuguesa com uso no tempo de Afonso V de Portugal. 
Pode-se pensar que a moeda de Cotrim pode ter sido cunhada em honra ou inspirada nesta família. Existem alguns indicios que podem suportar esta tese, o poema escrito por João Rodrigues de Sá, mais conhecido como Sá das Galés e que foi alcaide-mor do Porto e seguidor do partido do Mestre de Avis durante a crise dinástica de 1383-85 em Portugal:
De cos mais fazem tesouro
nu escudo esquaquer são
onde xaque não darão
se não for em prata ou ouro
dama, roques, nem pião.
Con esta que lugar tome
a geração que se assome
dos Cotrins razão seria
que maior foi na valia
que a moeda de seu nome.
e um outro escrito pelo Bispo de Malaca, D. João Ribeiro de Gaio:
Em campo de prata tem
Uns esquaquer, os Cotrins
Que em Portugal são Ceitis
Mas o sangue destes vêm
dos que trazem flôr de lis.
A interpretação dada a estes poemas, em especial o primeiro, parece ser que a família Cotrim terá tido mais valor que a moeda de seu nome, em alusão ao valor do Cotrim, que como atrás se referiu foi bastante contestado, por comparação ao Espadim.
O Cotrim não se identifica nem tipológimente nem em valor denominal, com o Quatrino italiano, o que solidifica ainda mais esta tese . Contudo, não deixa de ser curioso que um monarca tivesse denominado uma moeda por amizade a um fiel servidor.

## Ramificações
A primeira refere-se aos Cotrim da Bahia, Cotrins vindos de Portugal no início do século XVIII que se instalaram no alto sertão baiano (Caetité, Guanambi, Rio de Contas, Livramento, Brumado, Caculé, etc.). Foi a que aparentemente mais se proliferou. Da Chapada Diamantina deslocaram-se para São Paulo (Pitangueiras, Batatais, São José do Rio Preto, etc.). Há registros na Carta – cujo original no arquivo particular de Benedito Egas José de Carvalho Cotrim, datada de 2 de dezembro de 1752, diz que o primeiro “Cotrim” que chegou ao sertão baiano foi o seu irmão Antônio Xavier de Carvalho Cotrim. Em companhia de Antônio veio seu irmão Bernardo Diogo José de Carvalho Cotrim que ficou na cidade de Caetité. Os dois uniram-se aos Teixeira, Brito e Gondim e foram os grandes proprietários de terras na região da Chapada Diamantina e na bacia do alto rio das Rãs.
A segunda, mais nobre em teres e haveres possivelmente, refere-se aos Cotrim vindos também de Portugal, mas em época posterior e que, a princípio, se instalaram no Rio de Janeiro. José Custódio Cotrim da Silva, um descendente de Jaime Cotrim, se estabeleceu na região de Saquarema. Mais tarde estes Cotrins se espalharam pelo Rio de Janeiro, com grande incidência na região de Itatiaia, onde se uniram à família do Visconde de Itaboraí.
A terceira refere-se aos Cotrim de Mogi Mirim, em 20 de janeiro de 1502 a primeira expedição exploradora enviada ao Brasil pelos portugueses, comandada pelo navegador português Gonçalo Coelho e trazendo a bordo o cosmógrafo  italiano Américo Vespúcio, encontrou uma grande ilha que, segundo o aventureiro alemão Hans Staden, era chamada pelos tupis de Maembipe ("lugar de troca de mercadorias e resgate de prisioneiros"). Essa ilha, assim como fora feito em outros acidentes geográficos importantes, foi batizada pelos membros da expedição com o nome do santo do dia, São Sebastião. Com a chegada do português Francisco de Escobar Ortiz sendo o primeiro povoador da ilha de S. Sebastião, onde obteve de Pero Lopes de Sousa, donatário da capitania, cem léguas de terra para si e sua nobre geração e de sua mulher  Ignez de Oliveira Cotrim, que ambos vieram da capitania do Espírito Santo para a ilha de S. Sebastião. Ignez de Oliveira Cotrim era bisavó do Capitão Bartolomeu Pais de Abreu, de João Leite da Silva Ortiz e de sua neta de mesmo nome Ignez de Oliveira Cotrim casada com Antônio de Faria Sodré irmão do Padre João de Faria Fialho. Segundo escreveu Pedro Taques, foi Francisco de Escobar Ortiz senhor de dois engenhos de açúcar - os primeiros na ilha.

E a quarta refere-se aos oligárquicos Cutrim\Cotrim do Maranhão que ainda não se sabe ao certo como esta família chegou ao Maranhão, provavelmente chegou ao estado vindo da Bahia.